# Resolució 829 del Consell de Seguretat de les Nacions Unides
La Resolució 829 del Consell de Seguretat de les Nacions Unides, aprovada el 26 de maig de 1993 després d'examinar l'aplicació de Mònaco per a ser membre de les Nacions Unides, el Consell va recomanar a l'Assemblea general que Mònaco fos admesa.